# 厄爾維爾 (伊利諾伊州)
厄爾維爾（英語：Earlville）是一個位於美國伊利諾伊州拉薩爾縣的城市。

## 地理
厄爾維爾的座標為41°35′19″N 88°55′20″W / 41.58861°N 88.92222°W，而該地的平均海拔高度為213米（即699英尺）。

## 人口
根據2010年美國人口普查的數據，厄爾維爾的面積為3.11平方千米，當中陸地面積為3.11平方千米，而水域面積為0.00平方千米。當地共有人口1701人，而人口密度為每平方千米546.95人。